# Gołos Rostowa
"Gołos Rostowa" (ros. "Голос Ростова") – kolaboracyjne pismo w okupowanym Rostowie nad Donem podczas II wojny światowej
Pierwszy numer pisma wyszedł 9 sierpnia 1942 r. w okupowanym Rostowie nad Donem. Było ono organem prasowym urzędu miejskiego. Ukazywało się po rosyjsku co 2 dni. Egzemplarz gazety kosztował 1 rubel. Liczyła tylko jedną kartę. Funkcję redaktora naczelnego pełnili: W. G. Prostietow (do września 1942 r.), W. Popow (do poł. grudnia 1942 r.) i S. Usow (do lutego 1943 r.). W gazecie publikowano niemieckie komunikaty wojenne, zarządzenia władz miejskich, artykuły i felietony dotyczące życia miejscowej ludności pod okupacją niemiecką, materiały propagandowe o charakterze proniemieckim i antyradzieckim.